# Sint-Romboutskruis
Het Sint-Romboutskruis is de hoogste nationale kerkelijke onderscheiding in België.

## Uitreiking
Verdienstelijke leden van de kerkfabriek, van het kerkpersoneel, van het zangkoor evenals weldoeners van de kerk kunnen worden voorgedragen voor een kerkelijk diocesaan ereteken. 
Meestal wordt hij uitgereikt op verzoek van de parochie van de ontvanger. De onderscheiding wordt soms door de metropoliet van de Belgische kerkprovincie uitgereikt, maar soms ook door een andere prelaat van het bisdom van de ontvanger van de onderscheiding.

## Graden
Het Sint-Romboutskruis bestaat uit twee graden: een gouden en een zilveren. 
| zilveren Sint-Romboutskruis | zilveren Sint-Romboutskruis | gouden Sint-Romboutskruis |
| voorkant (avers)            | achterkant (revers)         |                           |
| --------------------------- | --------------------------- | ------------------------- |
|                             |                             |                           |

Het zilveren Sint-Romboutskruis wordt toegekend aan personen die verdienstelijk worden geacht voor de kerk met een minimum van 25 dienstjaren (of bij voortijdig gemotiveerd ontslag). Het gouden Sint-Romboutskruis wordt verleend voor personen met een kerkelijk dienstverband van 30 à 50 jaar.